# Zuben Elakribi

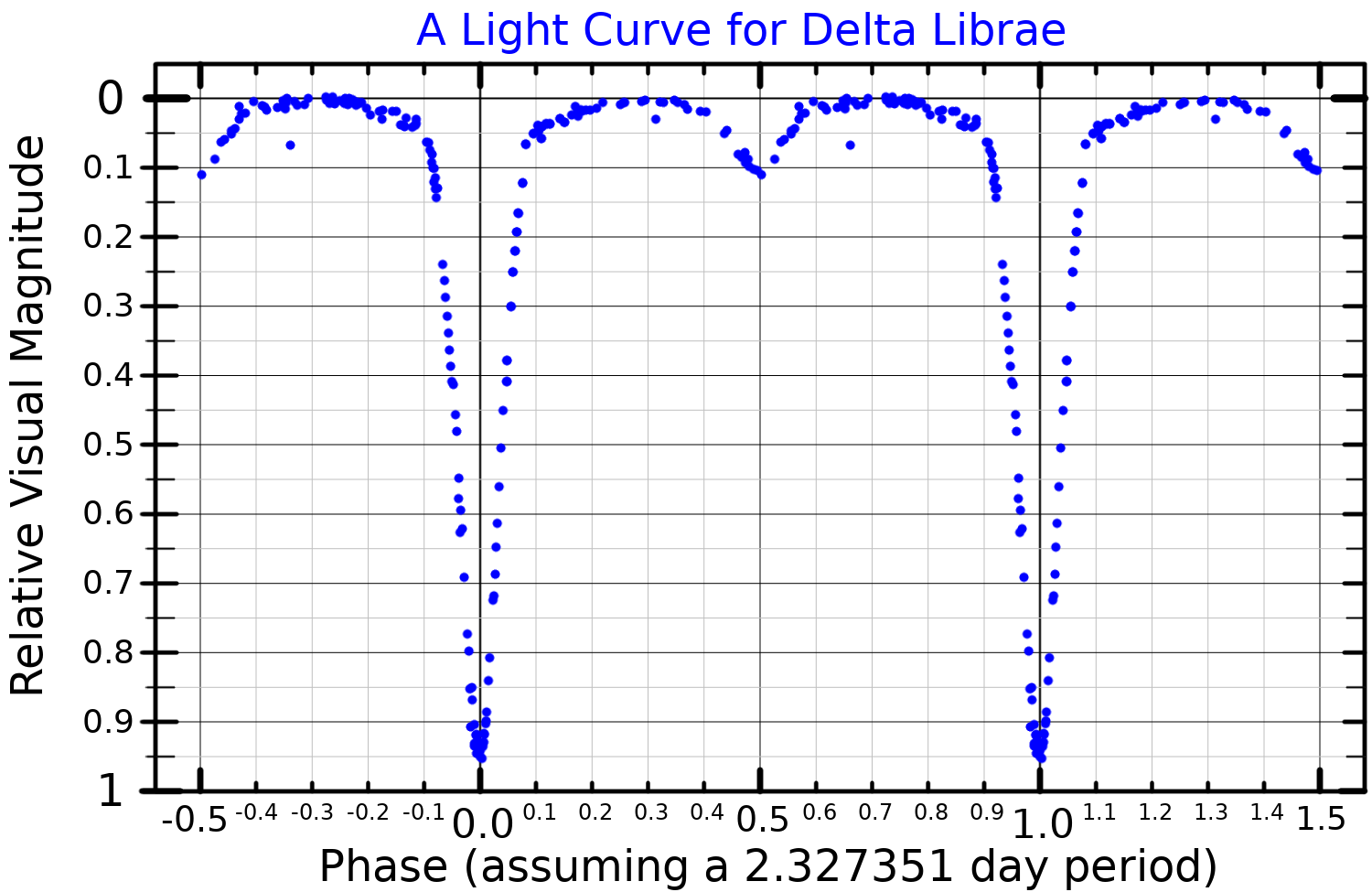
Lichtkromme van Delta Librae

Zuben Elakribi (delta Librae) is een vrij zwakke ster in het sterrenbeeld Weegschaal (Libra). Het is een bedekkingsveranderlijke.